# Vlachovice (okres Žďár nad Sázavou)
Vlachovice (německy Wlachowitz) jsou obec v okrese Žďár nad Sázavou v Kraji Vysočina. Žije zde 132 obyvatel.

## Historie
První písemná zmínka o obci pochází z roku 1496.
V letech 2006–2010 působil jako starosta Josef Petr, 2010–2014 Zdeňka Hrušková, od roku 2014 tuto funkci zastává Jan Petr.

## Obyvatelstvo
| Rok            | 1869 | 1880 | 1890 | 1900 | 1910 | 1921 | 1930 | 1950 | 1961 | 1970 | 1980 | 1991 | 2001 | 2013 |
| Počet obyvatel | 274  | 263  | 244  | 230  | 243  | 226  | 206  | 167  | 147  | 180  | 144  | 117  | 120  | 125  |

## Galerie

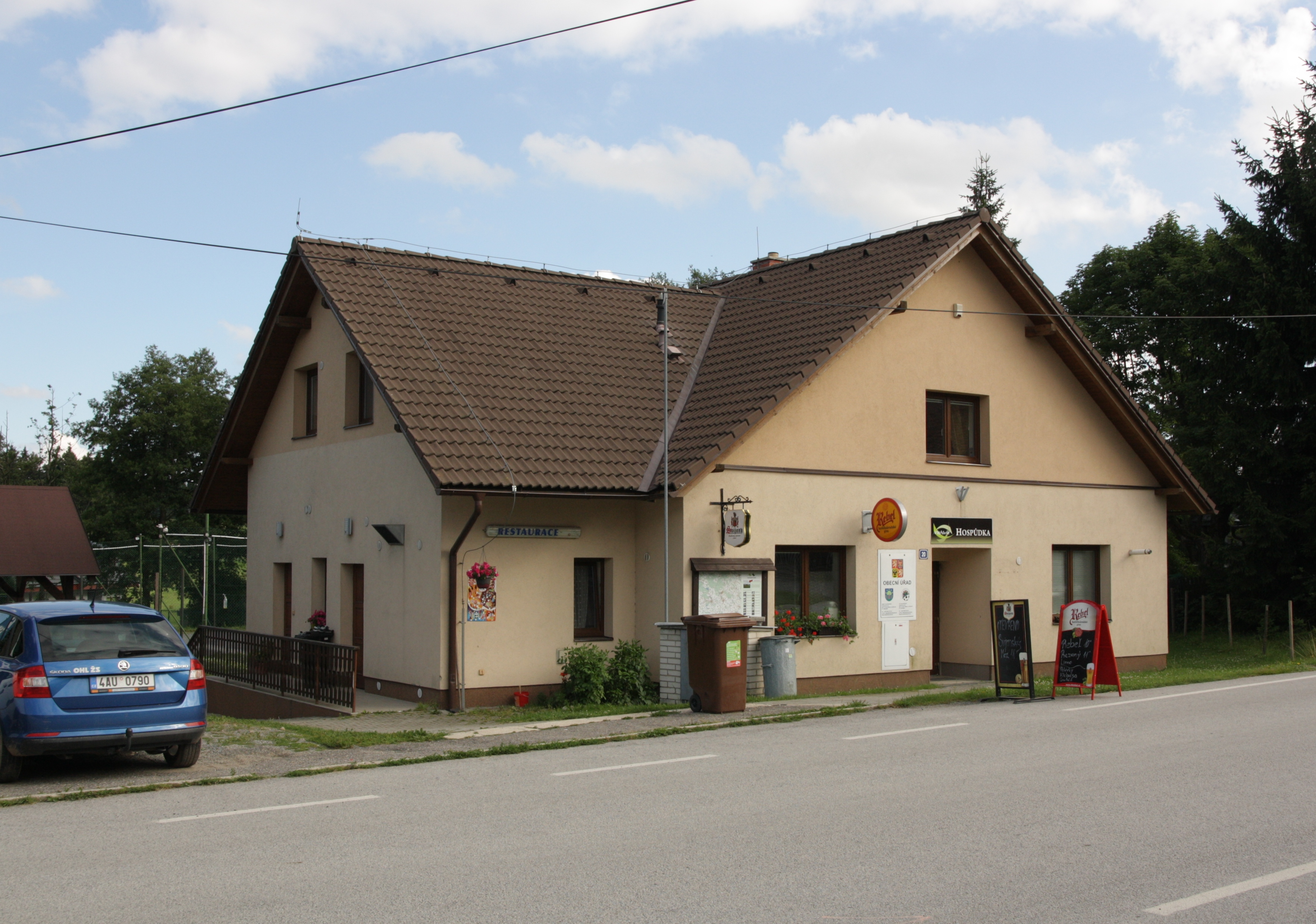
Obecní úřad a restaurace
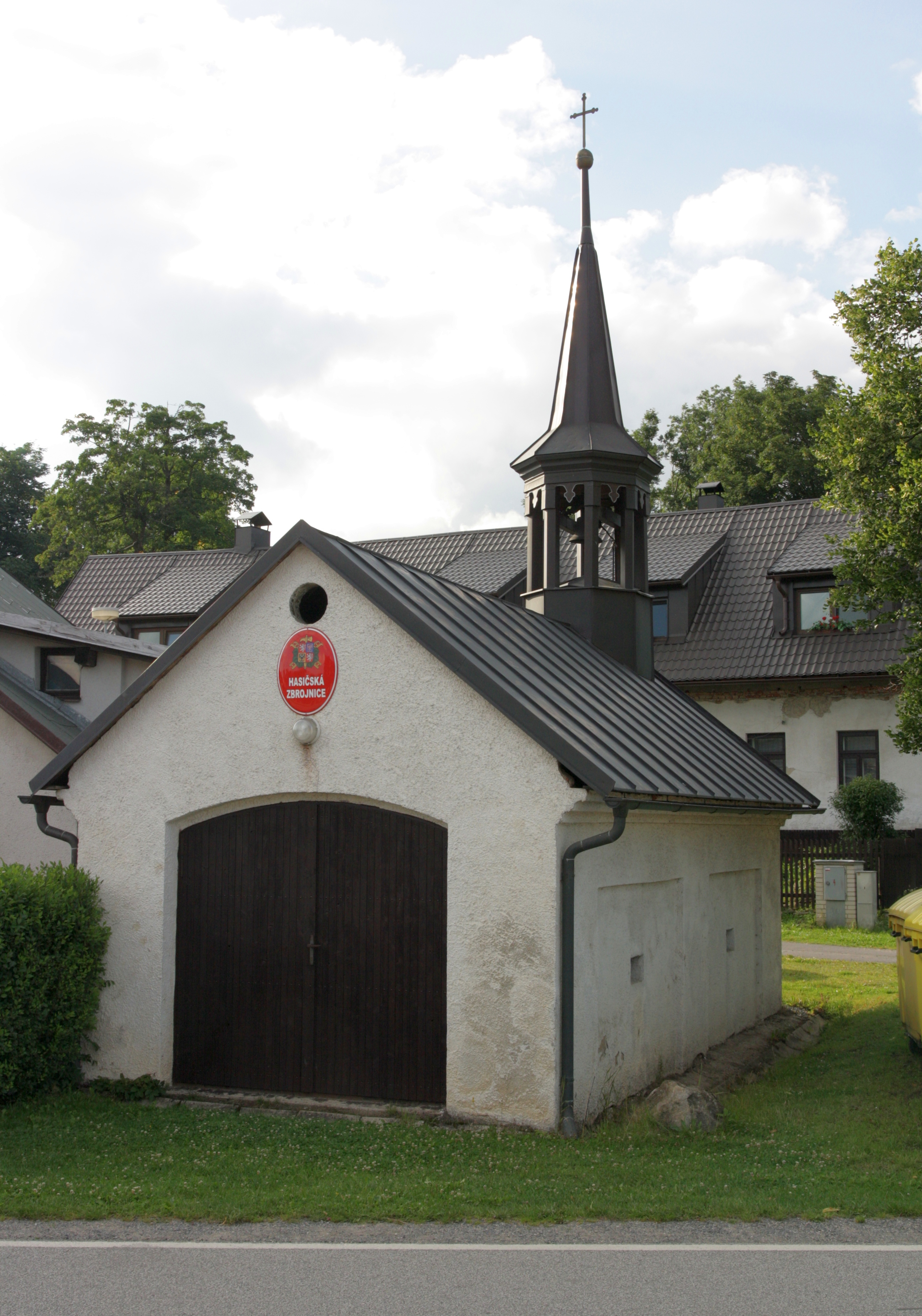
Hasičská zbrojnice se zvonicí
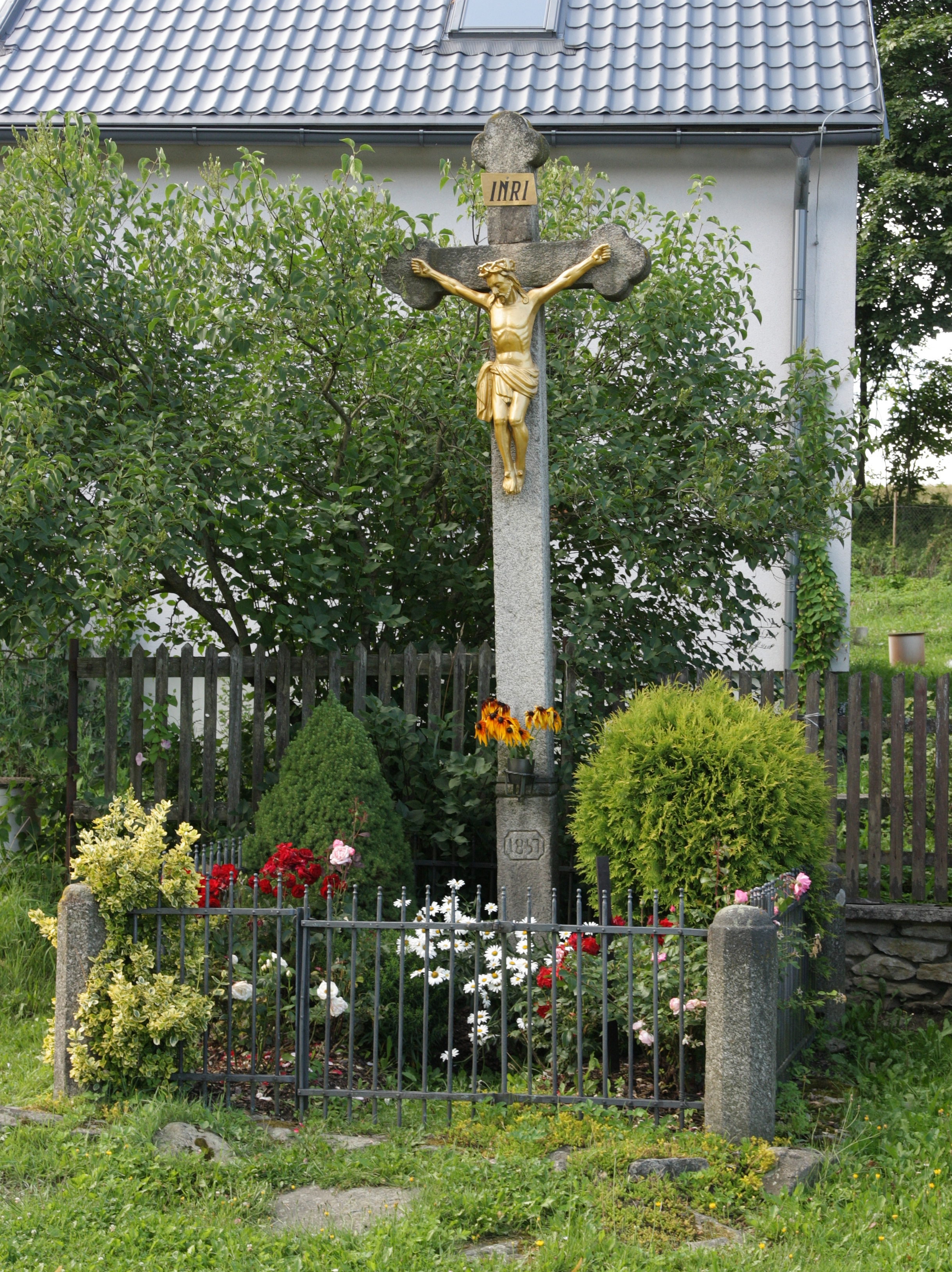
Kříž z roku 1857